# Hanöhus
Hanöhus är en hotell- och restauranganläggning i Hällevik, Sölvesborgs kommun, Blekinge.
Anläggningen byggdes av byggmästare Thure Mattsson 1955 som en sommarrestaurang. Tidigare fanns där ett sommarpensionat "Strandbo" vilket brann ner 1954. Anläggningen utökades 1968–1969 med en konferensdel bestående av 55 hotellrum och 15 konferenslokaler. Hotellet utökades 1978 med ytterligare en våning med 27 hotellrum samt modernisering av 8 familjerum i ett annex.
Sonen Mats Mattsson tog över driften i början av 1970-talet och etablerade Hanöhus som en populär nöjes- och dansrestaurang. Under 1970-talet gästades Hanöhus av artister som Lasse Kühler, Lill-Babs, Eva Rydberg, Lasse Berghagen, Bosse Parnevik, Janne ”Loffe” Carlsson, Mats Rådberg, Alf Robertson, Little Gerhard, Thore Skogman, Gunnar Wiklund, Anna-Lena Löfgren, Svenne & Lotta, Hep Stars, Shanes, Hasse "Kvinnaböske" Andersson, Bosse "Nygammalt" Larsson, Bröderna Lindqvist, Sylvia Vrethammar, Berith Bohm, Ann-Louise Hanson & Glenmarks, Kikki Danielsson, Elisabeth Andreassen, Yan Swahn, Stefan Rüdén, Gösta Linderholm, Pastellerna, Bernt Dahlbäck, Tre Damer, Arja Saijonmaa, Family Four och Cornelis Vreeswijk.
Under 1980- och 1990-talen var det grupper som Freestyle, Hansa Band, X Models, Attack, City, Dag Vag, Lasse Lindbom, Pugh Rogefeldt, Mikael Rickfors, Mats Ronander, Tomas Ledin, Janne Lucas, Magnum Bonum och Snowstorm som dominerade scenen och som Dj:ar på sommarklubben, kallad Thoftes Summer Club, spelade bland andra Jesse Wallin, Bengt Demse, Claes af Geijerstam, Björn Thofte och Brinkenstjärna.
Hanöhus gästades också av flera internationella artister som Alla Pugatjova, The Platters, Los Paraguayos, Viktor Klimenko och Santiago Ballet Espanol.
Även dansband var en stor del av verksamheten och till exempel Vikingarna, Lasse Stefanz, Flamingokvintetten, Sven-Ingvars, Lotta Engbergs, Ingmar Nordströms, Thorleifs, Wizex, Cool Candys, Jigs, Schytts, Tonix, Curt Haagers, Streaplers och Sten & Stanley spelade upp till dans flera kvällar i veckan.
Hanöhus etablerade sig också som en stor arrangör av träningsläger i framförallt fotboll. Varje vår under slutet av 1970- och början av 1980-talet gästades hotellet av ett 40-tal fotbollsföreningar. Flera landslag förlade också träningsläger på anläggningen - Svenska Fotbollslandslaget (med bland andra Bröderna Ravelli), Saudiarabiens Fotbollslandslag, Alpina Skidlandslaget (med Camilla Nilsson, Ingemar Stenmark och Stig Strand i spetsen), Bordtennislandslaget (med Jan-Ove Waldner, Jörgen Persson, Erik Lindh och Mikael Appelgren) samt Skridskolandslaget (med Tomas Gustafson). Hotellet stod även som arrangör av SM i varpa i början av 1980-talet i samarbete med Sölvesborgs kommun.
En av Hanöhus mest kända gäster var det engelska fotbollsproffset Frank Worthington som efter karriären fick frågan vilken var den bästa klubb han varit i. Worthington svarade blixtsnabbt "Hanöhus Night Club" i Hällevik.